# Sport Vision
Sport Vision d.o.o. је српски ланац продавница спортске опреме. Седиште се налази у Београду. Послује у Србији, Босни и Херцеговини, Црној Гори, Северној Македонији, Албанији, Румунији, Бугарској, Грчкој, Чешкој, Словачкој и Мађарској.